# Neotonchus meeki
Neotonchus meeki är en rundmaskart som beskrevs av Suzanne I. Warwick 1971. Neotonchus meeki ingår i släktet Neotonchus och familjen Cyatholaimidae. Arten är reproducerande i Sverige. Inga underarter finns listade i Catalogue of Life.